# Christopher Jones (Fußballspieler)
Christopher Albert N. Jones (* 2. Quartal 1909 in Merthyr Tydfil; † unbekannt) war ein walisischer Fußballspieler.

## Karriere
Jones spielte für den in seinem Geburtsort Merthyr Tydfil beheimateten Amateurklub Gellifaelog Amateurs, bevor er mit zwei Mannschaftskameraden im April 1929 für ein Probetraining zum englischen Drittligisten AFC Rochdale kam. Nach dem verletzungsbedingten Ausfall von Billy Bertram debütierte Jones am sportlich bedeutungslosen letzten Spieltag der Saison 1928/29, als das Team mit 0:5 beim Rotherham United verlor und dabei auf der Mittelläuferposition mit dem von Royston gekommenen Albert Cooke ein weiterer Testspieler eingesetzt wurde. Trotz der deutlichen Niederlage erhielt Jones für die folgende Saison einen Profivertrag; blieb aber hinter den Stamm-Halbstürmern Bertram und Harry Lewis Ergänzungsspieler und musste sich zumeist mit Einsätzen im Reserveteam begnügen. Neben einem weiteren Einsatz am 2. Spieltag der Saison 1929/30 (2:1-Heimsieg gegen die Tranmere Rovers) kam er im Frühjahr 1930 auch zu zwei Einsätzen im Manchester Senior Cup, bevor er den Verein am Saisonende mit unbekanntem Ziel wieder verließ.